# Broken Strings
Broken Strings – piosenka softrockowa autorstwa Jamesa Morrisona, Frasera T Smitha i Niny Woodford. Trafiła ona na drugi studyjny album Morrisona, Songs for You, Truths for Me (2008). Wyprodukowany przez Marka Taylora oraz nagrany z gościnnym udziałem kanadyjskiej wokalistki pop Nelly Furtado, utwór wydany został jako trzeci singel promujący krążek dnia 8 grudnia 2008.

## Informacje o singlu
By promować utwór, James Morrison zaprezentował kompozycję podczas audycji Live in Brecon w stacji radiowej BBC Radio 2 dnia 27 listopada 2008. Z powodu nieobecności Nelly Furtado, jej miejsce zastąpiła brytyjska wokalistka Beverly Brown. 14 listopada 2008 artysta wykonał „Broken Strings” na charytatywnym koncercie Children in Need z gościnnym udziałem Keishy Buchanan, członkini zespołu Sugababes. Dnia 1 grudnia 2008 wersja piosenki z wokalem Brown zaprezentowana została w czasie trwania The Paul O’Grady Show, natomiast dnia 10 grudnia 2008 wersję z udziałem Buchanan usłyszeć można było na koncercie Jingle Bell Ball w hali The O2, w Londynie. Trzy dni później James Morrison gościł na antenie ITV w programie The Girls Aloud Party, gdzie zaśpiewał piosenkę z gościnnym udziałem Girls Aloud. Dnia 17 stycznia 2009 w programie Schlag den Raab kompozycja wykonana została z gościnnym udziałem Gabrielli Cilmi.

## Wydanie singla
„Broken Strings” wydany został jako drugi singel promujący krążek Songs for You, Truths for Me dnia 8 grudnia 2008 w Wielkiej Brytanii. Kompozycja zadebiutowała na notowaniu UK Singles Chart dnia 23 listopada 2008 na pozycji #73 dzięki częstemu graniu utworu w stacjach radiowych. Tydzień później singel znalazł się na miejscu #51, jednak to ósmym tygodniu od debiutu piosenka osiadła na pozycji #2, czyniąc z kompozycji czwarty singel artysty znajdujący się w Top 10 listy przebojów oraz pierwszy, który obrał tak wysokie miejsce. Dnia 30 stycznia 2009 utwór zadebiutował na miejscu #1 w Niemczech stając się pierwszym singlem w karierze Morrisona i drugim Furtado, który znalazł się na szczycie oficjalnego niemieckiego notowania najlepiej sprzedających się utworów w tymże kraju.

## Teledysk
Teledysk do singla reżyserowany był przez Micaha Meisnera oraz odbył premierę dnia 17 listopada 2008. Koncepcja teledysku zaczerpnięta została z filmu Paryż, Teksas natomiast ujęcia przedstawiające wybuchy różnych przedmiotów to pomysł z filmu Z przymrużeniem oka. Klip przedstawia wokalistę śpiewającego w pokoju hotelowym oraz artystkę znajdującą się w pomieszczeniu za szybą. Kiedy Furtado zaczyna śpiewać zza szyby, przedmioty umiejscowione w apartamencie wybuchają. W finalnej scenie videoclipu wszystko powraca do normy wraz ze zniknięciem wokalistki z pola widzenia.

## Listy utworów i formaty singla
CD singel
1. „Broken Strings” (featuring Nelly Furtado)
2. „Say It All Over Again”

CD-maxi singel
1. „Broken Strings” (featuring Nelly Furtado)
2. „Say It All Over Again”
3. „Broken Strings” (Na żywo w Air Studios)
4. „You Make It Real” (Na żywo w Air Studios)
5. „Broken Strings” (Vidoclip)

Promocyjny CD singel
1. „Broken Strings” (Remix) (featuring Nelly Furtado)
2. „Broken Strings” (featuring Nelly Furtado)

## Pozycje na listach
| Lista przebojów (2008/09)  | Najwyższa pozycja |
| -------------------------- | ----------------- |
| Austria Singles Chart      | 2                 |
| Belgia Singles Chart       | 16                |
| Dania Singles Top 40 Chart | 5                 |
| Holandia Top 40 Chart      | 5                 |
| Irlandia Singles Chart     | 2                 |
| Niemcy Singles Chart       | 1                 |

| Lista przebojów (2008/09)         | Najwyższa pozycja |
| --------------------------------- | ----------------- |
| Nowa Zelandia RIANZ Singles Chart | 10                |
| Norwegia Singles Top 20 Chart     | 16                |
| Szwajcaria Singles Chart          | 1                 |
| Szwecja Singles Top 60 Chart      | 5                 |
| UK Singles Chart                  | 2                 |
| United World Chart                | 18                |